# Andrej Sirácky
Andrej Sirácky (9. prosinec 1900 Bački Petrovac, Vojvodina – 29. září 1988 Bratislava) byl slovenský sociolog, filozof, politolog a komunista pocházející z Vojvodiny.

## Život
Po maturitě na gymnáziu ve Vrbasi v roce 1921 se přihlásil ke studiu filozofie na Karlově univerzitě v Praze, které ukončil získáním doktorátu v roce 1926. Během studia v Praze se seznámil se slovenskými levicovými intelektuály a studenty a působil jako člen skupiny DAV. Po ukončení studia se vrátil domů do Petrovce ve Vojvodině, kde učil s přestávkou na slovenském gymnáziu až do roku 1948 (během II. svět. války byl vězněn v Budapešti a po propuštění zde krátce působil jako redaktor časopisu Slovenská jednota). V srpnu 1948 se přestěhoval na Slovensko, kde začal působit na Univerzitě Komenského (v r. 1953-1955 byl jejím rektorem) a ve Slovenské akademii věd (v letech 1955-1961 byl předsedou SAV). Získal postupně akademické tituly docent a profesor a vědecké akademik SAV, DrSc. a akademik ČSAV. Také byl v letech 1960 - 1964 členem předsednictva SNR a působil i ve funkcích v KSS (členem ÚV KSS byl v letech 1971 - 1976). V období politického uvolnění v Československu v roce 1968, známého jako pražské jaro, a v letech následujících zastával normalizační postoje a vystupoval proti tzv. pravicovému oportunizmu.